# Mr. T
Mr. T właśc. Laurence Tureaud (ur. 21 maja 1952 w Chicago) – amerykański aktor telewizyjny i wrestler, występował jako sierżant B.A. Baracus w serialu Drużyna A oraz bokser James „Clubber” Lang w Rocky III. Jako wrestler Występował w World Wrestling Entertainment.

## Życiorys

### Młodość
Urodził się w getcie na południowej stronie Chicago w Illinois jako syn Lonnie (z domu Brown) i Nathaniela B. Tureauda; był drugim z dwanaściorga dzieci (wychowywał się z czterema siostrami i siedmioma braćmi). Kiedy miał pięć lat, jego ojciec, który był ministrem, opuścił rodzinę. Jego matka musiała wyżywić rodzinę za 87 dolarów miesięcznie w trzypokojowym mieszkaniu.
Uczęszczał do Dunbar Vocational High School, gdzie był przeciętnym uczniem. Stał się gwiazdą futbolu, studiował sztuki walki, był trzy razy mistrzem wrestlingu w Chicago. Zdobył stypendium piłkarskie w Prairie View A&M University w Houston w Teksasie, skąd po roku został wyrzucony. W połowie lat 70. zaczął pracować jako instruktor na siłowni, żandarm, wykidajło i ochroniarz w centrum Chicago Klub Dingbat, a także takich sław jak Michael Jackson, Steve McQueen, Muhammad Ali, Leon Spinks, LeVar Burton i Diana Ross.

### Kariera
W 1982 roku pojawił się w programie NBC Games People Play, uczestnicząc w konkursie „The World’s Toughest Bouncer”. Tam dostrzegł go Sylvester Stallone i powierzył mu rolę boksera Clubbera Langa w filmie Rocky III (1982), za którą był nominowany do Złotej Maliny jako najgorsza nowa gwiazda. Niedługo potem trafił do serialu NBC Drużyna A (The A-Team, 1983–87) w roli sierżanta Bosco „B. A.” Baracusa, za którą w 2008 zdobył nominację do nagrody TV Land.
W 1984 nakładem Columbia Records ukazał się album Mr. T's Commandments.
W latach 1985–1986 i 1994–1995 brał udział w wrestlingu. W WrestleMania I (31 marca 1985) był partnerem Hulka Hogana, pokonując zespół Paula Orndorffa i Roddy’ego Pipera. Jego walka z Piperem kontynuowana była w WrestleMania 2 (1986), kiedy to pokonał Pipera w meczu bokserskim przez dyskwalifikację. Powrócił do WWE jako gość honorowy – sędzia w roku 1987. Potem zniknął ze świata wrestlingu. Siedem lat później, w październiku 1994 pojawił się jako sędzia na meczu Hogana i Rica Flaira.

## Filmografia
| Rok             | Tytuł                                                                 | Role                                     | Uwagi                                         |
| --------------- | --------------------------------------------------------------------- | ---------------------------------------- | --------------------------------------------- |
| 1982            | Zakład karny II (Penitentiary II)                                     | w roli samego siebie                     |                                               |
| 1982            | Rocky III                                                             | James „Clubber” Lang                     |                                               |
| 1982            | Twilight Theatre                                                      |                                          | serial TV                                     |
| 1983            | Taksiarze z Waszyngtonu (D.C. Cab)                                    | Samson                                   |                                               |
| 1983            | Mister T                                                              | w roli samego siebie                     | serial TV                                     |
| 1983            | Diff'rent Strokes                                                     | w roli samego siebie                     | serial TV                                     |
| 1983            | Alvin i wiewiórki (Alvin and the Chipmunks)                           | w roli samego siebie                     | odc.: „The C-Team"                            |
| 1983–87         | Drużyna A (The A-Team)                                                | Sierżant Bosco „B. A.” Baracus           | TV Series                                     |
| 1984            | The Toughest Man in the World                                         | Bruise Brubaker                          | TV                                            |
| 1984            | Dean Martin Celebrity Roast                                           | w roli samego siebie                     | TV                                            |
| 1984            | Be Somebody... or Be Somebody's Fool!                                 | w roli samego siebie                     | wideo                                         |
| 1984–1986, 1988 | WWF Superstars of Wrestling                                           | w roli samego siebie                     | serial TV                                     |
| 1985            | WrestleMania I                                                        | w roli samego siebie                     | wideo                                         |
| 1985            | Saturday Night Live                                                   | w roli samego siebie                     | program TV                                    |
| 1986            | WrestleMania 2                                                        | w roli samego siebie                     | wideo                                         |
| 1987            | Alicja po drugiej stronie lustra (Alice Through the Looking Glass)    | Jabberwock (głos)                        | TV                                            |
| 1988–90         | T and T (T. and T.)                                                   | T.S. Turner                              | serial TV                                     |
| 1990            | Straight Line                                                         | T.S. Turner                              |                                               |
| 1991            | Nie z tego świata (Out of This World)                                 | w roli samego siebie                     | serial TV                                     |
| 1993            | Freaked                                                               | The Bearded Lady                         |                                               |
| 1993            | The Terrible Thunderlizards                                           | Mr. T-Rex                                |                                               |
| 1994            | Blossom                                                               | w roli samego siebie                     | serial TV                                     |
| 1994            | Miś Goldy (The Magic of the Golden Bear: Goldy III)                   | Wolność                                  |                                               |
| 1994-95         | Kot Ik! (Eek! the Cat)                                                | Mr. T-Rex (głos)                         | serial TV                                     |
| 1995            | Kids Against Crime                                                    | w roli samego siebie                     | Trinity Broadcasting Network                  |
| 1996            | Szklanką po łapkach (Spy Hard)                                        | pilot helikoptera                        |                                               |
| 1996            | Martin                                                                | Pan Jenkins                              | odc.: Boo's in the House                      |
| 1996            | A teraz Susan (Suddenly Susan)                                        | Arnie                                    | odc.: Hoop Dreams                             |
| 1998            | Saturday Night Live: The Best of Eddie Murphy                         | Sąsiad Pana Robinson'a                   | wideo                                         |
| 1999            | Inspektor Gadżet (Inspector Gadget)                                   | w roli samego siebie                     |                                               |
| 1999            | Malcolm i Eddie (Malcolm and Eddie)                                   | Calvin                                   | odc.: „The Wrongest Yard"                     |
| 1999            | Sabrina (Sabrina, the Animated Series)                                | Alien (głos)                             | odc.: Witchwrecked, Harvzilla i The Hex Files |
| 2001            | To nie jest kolejna komedia dla kretynów (Not Another Teen Movie)     | Mądry dozorca                            |                                               |
| 2001            | Apocalypse IV: Judgment                                               | J.T. Quincy                              | Cloud Ten Pictures                            |
| 2001–2003       | Pecola                                                                | w roli samego siebie                     | serial TV                                     |
| 2002            | Café Myszka (House of Mouse)                                          | Mr. T (głos)                             | odc.: House Ghosts                            |
| 2004            | Johnny Bravo                                                          | w roli samego siebie                     | „T is for Trouble"                            |
| 2004            | Simpsonowie (The Simpsons)                                            | w roli samego siebie                     | odc.: „Today I Am a Clown"                    |
| 2005            | Return of the Lads                                                    | Lad No 3 z Markiem Eganem i Cianem Duffy |                                               |
| 2006            | I Pity the Fool                                                       | w roli samego siebie                     |                                               |
| 2008            | The AFL Footy Show                                                    | w roli samego siebie                     |                                               |
| 2009            | Klopsiki i inne zjawiska pogodowe (Cloudy with a Chance of Meatballs) | Earl Devereaux (głos)                    |                                               |
| 2010            | Finders Keepers                                                       |                                          |                                               |
| 2011–2013       | Mr. T i granice głupoty (World’s Craziest Fools)                      | w roli samego siebie                     | BBC Three                                     |
| 2014            | The Comeback Kids                                                     | Mr. T                                    | serial TV                                     |
| 2014            | WrestleMania XXX                                                      | Mr. T                                    | TV                                            |